# امین میلی
امین میلی (انگلیسی: Emin Milli؛ زادهٔ ۱۴ اکتبر ۱۹۷۹) دگراندیش اهل جمهوری آذربایجان است. او یک فعال حقوق بشر است که در تبعید در آلمان زندگی می‌کند. امین علاوه بر این مدیرعامل (تلویزیون میدان- جمهوری آذربایجان) است.

## زندگی‌نامه
میلی متولد باکو، آذربایجان، در ۲۰۰۹ به دلیل دیدگاه‌های انتقادی خود در مورد دولت به مدت دو سال و نیم در زندان بود. وی در نوامبر ۲۰۱۰، پس از گذراندن ۱۶ماه از دوران محکومیت خود، به‌طور مشروط آزاد شد، این موضوع تا حدی به دلیل فشار گسترده بین‌المللی بر دولت آذربایجان بود. میلی طی سالهای ۲۰۰۲–۲۰۰۴، مدیر بنیاد فردریش ابرت بود و همچنین به شورای اروپا دربارهٔ بیش از ۴۰پرونده زندانیان سیاسی در آذربایجان مشاوره داد، که بسیاری از آنها به دنبال فشار شورای اروپا آزاد شدند. قبل از آن، او هماهنگ‌کننده مؤسسه بین‌المللی جمهوریخواه در آذربایجان بود. میلی در دانشکده مطالعات شرقی و آفریقایی دانشگاه لندن تحصیلات خود را به پایان برد، وی پایان‌نامه خود را در مورد رسانه‌های جدید و انقلاب‌های عربی نوشت.

## بازداشت و محاکمه
در ۸ ژوئیه ۲۰۰۹، امین میلی و عدنان حاجی‌زاده در رستورانی در مرکز شهر باکو مورد تعرض و ضرب و شتم شدید قرار گرفتند. میلی و حاجی‌زاده هنگامی‌که برای شکایت از این تعرض مراجعه کردند، پلیس عوض رسیدگی آنها را بازداشت کرد و علیه هر دو به اتهام اینکه اوباش هستند پرونده جنایی تشکیل داد.
در ۱۰ ژوئیه ۲۰۰۹، قاضی رئوف احمدوف از دادگاه منطقه سابیال در باکو هر دو آنها را به مدت دو ماه در بازداشت موقت قرار داد.
کمیسر فدرال آلمان برای حقوق بشر گونتر نوک در جریان محاکمه آنها در باکو بود و تنها کسی بود که پس از مدتی انتظار برای چند دقیقه امین میلی را ملاقات کرد. متعاقباً دادگاه عالی تجدیدنظر آنها را نیز رد کرد.
گزارشگران بدون مرز و سازمان امنیت و همکاری اروپاو همچنین اتحادیه اروپا و تعدادی از کشورهای خارجی دستگیری میلی و حاجی زاده را به شدت محکوم کرده‌اند، این در حالی است که این پرونده اعتراض ۱۸نفر را برانگیخت. ازجمله مقامات دانشگاه ریچموند، جایی که عدنان در آنجا تحصیل کرده بود و بریتیش پترولیوم که وی در استخدام آن بود و عفو بین‌الملل او را زندانی عقیدتی نامید.